# Lari (peuple)
 (février 2008).
Si vous disposez d'ouvrages ou d'articles de référence ou si vous connaissez des sites web de qualité traitant du thème abordé ici, merci de compléter l'article en donnant les références utiles à sa vérifiabilité et en les liant à la section « Notes et références ».
Pour les articles homonymes, voir Lari et Balari.
Les Lari (Laadi, Ladi, Laari, Balaadi, Baladi, Balaari ou Balari) forment un groupe ethnolinguistique de la république du Congo  qui est lui-même un sous-groupe des Kongos à l’instar des Vili ou des Yombé. Il est apparu vers la fin du XIXe siècle.

## Histoire
L'établissement par le colonisateur français de la capitale Brazzaville tout près des zones d'habitations des Kongos a entraîné la fusion de plusieurs sous-groupes kongos pour former un nouveau groupe doté d'une identité nouvelle. En effet, vers la fin du XIXe siècle. Le Ladi (prononciation : lari ou ladi) sont des personnes issues de différents sous-groupes Kongos (sous-groupes provenant de l'ancienne province du Royaume du Kongo « Nsundi »): Sundi, Buende, Manianga, Gangala (ou Hangala),,,,,,,,,,.
Face à la rapide expansion commerciale et démographique de ces derniers, le Ladi (prononciation : lari ou ladi) devient la langue vernaculaire kongo entre les différents rameaux (Sundi, Manianga, Kongo (ou Koongo) ba Nseke) remodelant l’identité kongo, suivant le chemin de fer colonial. Les délimitations nettes entre ces rameaux ne se définissent ainsi pas par la langue mais par les mvila et la région d’origine (Mpangala, Mvula Ntangu ou Mbula Ntangu, Manianga). À cela s’ajoute le voisinage ancien avec les Téké, qui se matérialise ici ou là par des alliances matrimoniales,,,,,,,,,,.
Plusieurs hypothèses ont été avancées pour l’origine du mot ladi ou lari, il semble qu’il est tiré du mot Nladi, Muladi, M'ladi (traduction : Celui ou celle qui disparaît (ou perd/se perd), mot tiré du verbe Lala disparaître/(se)perdre en kikongo, plus précisément en kimbata et kitsotso) ou de la rivière Luladi ou Lulari (appelée Lelali par les Téké-Yaka), rivière à proximité de Kimpanzu, village de Malonga Mi Mpanzu alias Bueta Mbongo  ou Bweta Mbongo;  Boueta Mbongo en français (environ 1860-1898). Ce dernier était un mfumu kanda et mfumu nsi/tsi (chef de clan et chef de terre), des mvila Mpanzu et Buende, ses gens et ses alliés étaient ainsi désignés bisi Buende, baBuende (en référence au luvila Buende/Bwende). Avec Mabiala ma Nganga (Nsundi, Sundi ou Suundi), il organisa une résistance armée contre l’installation coloniale française à partir de la fin des années 1880, puis devint la figure de proue de la résistance après la mort de Mabiala ma Nganga en 1896. Après sa mort en 1898, les mfumu signèrent une reddition en 1899, acceptant l’autorité française dans la région. Dans ces années là, l’ethnonyme Buende disparut peu à peu, laissant place à celui de Ladi, ces derniers ayant changé de dénomination commune. Ainsi les Ladis sont originellement les bisi Buende ou baBuende, un sous-groupe Sundi strictosensu et lato sensu. Par la suite d’autres Kongos (Haangala, Sundi/Nsundi, etc.) provenant de Nsundi s’y sont ajoutés. Des Tékés restés dans le Pool, s’y sont intégrés,,,,, ,,,,.
Il est important de souligner que le terme kilari ou lari est mentionné dès le XVIIe siècle. Le missionnaire Joris Van Geel (Georges de Geel en français), en visite dans le royaume du Kongo en 1650, mentionne dans ses écrits plusieurs villages, dont l’un portait le nom de "Songa a Kilari".

## Clans
Comme chez les autres groupes Kongos, la descendance chez les Kongo-Ladi est matrilinéaire et est regroupée autour de lignages (mvila en kikongo),,,.
| - BWENDE/KIBWENDE (KIMBWENDE) - MBEMBE/KIMBEMBE - KIKIUNGA/CIUNGA/KIUNGA/TSIUNGA - MBWALA/KIMBWALA - NGANDU - KINKUMBA (KIKUMBA) - NKOZO/KINKOZO - HUNGA/GUNGA/WUNGA/KAHUNGA/KAGUNGA/KAWUNGA - NGOMA/KINGOMA - KIMPANGA (KIMPAGA) - NSAKU/KINSAKU - NKALA/KINKALA - VIMBA/MVIMBA/KIVIMBA (KIMVIMBA, KIMBIMBA, KIBUMBA, KIBUMBU) - MBONGO/KIMBONGO - KWIMBA/KIKWIMBA - LOZA/KILOZA - FUMVU/KIFUMVU/KIFUMFU/FUMFU - NDAMBA/KINDAMBA - FUMA/KIFUMA - NZINGA/KINZINGA - NSUNDI/KINSUNDI - MBWEYA/KIMBWEYA - MBANDA/KIMBANDA - NGOYI/KINGOYI - MAKONDO (KIMAKONDO) - NSEMBO/KINSEMBO/SEMBO - NDUNGA/KINDUNGA - NTADI/KINTADI (KINTARI) - NKUSU/KINKUSU - MPANZU/KIMPANZU - NLAZA/KINLAZA - NGILA/KINGILA - KITUMA - MAZINGA/KIMAZINGA - MBUZI/KIMBUZI - MBENZA/KIMBENZA - MPWATI/KIMPWATI - MANENE - SENGELE/KISENGELE/KISENGA - NIMBI/KINIMBI/NIMI - KIHINDA (KIZINDA) - NZUZI/KINZUZI - KIZONGO (KIZONDO) - KINIATI - MPANGALA ETC. |

## Géographie
Aujourd'hui, leur nombre est estimé dans le pays à 1,2 million d'individus[réf. nécessaire]. Ils vivent dans les villes de Brazzaville et Pointe-Noire ainsi que dans le département du Pool.

## Langue
Le ladi (prononciation : lari ou ladi) est une langue qui appartient à la culture kongo et est une forme de kikongo. Le ladi a tout de suite servi de relais à l'administration coloniale. Il est surtout utilisé par les instituteurs, les infirmiers, les administrateurs civils, les militaires, les policiers et les commerçants.
Cette langue a permis le développement de la culture urbaine kongo. Cette culture se caractérise par le goût pour les apparats mondains, la musique, l'artisanat ou encore et surtout par la SAPE, culte de l'habillement de classe.
L'établissement de la population ladi dans des grandes villes comme Brazzaville et Pointe-Noire a permis un ancrage et un développement de la langue ladi.

## Politique
Le premier président du Congo, Fulbert Youlou est issu du sous-groupe Kongo-Lari. Cependant, ce sous-groupe a finalement été marginalisé et, avec la résurgence des antagonismes ethniques, est devenu la cible des exactions et de la répression, notamment entre 1993 et 2000,,,,,.
Aujourd'hui, s'il est toujours relativement majoritaire avec 20 à 25 % de la population totale du pays, il est peu représenté dans les hautes fonctions civiles et militaires[réf. nécessaire].

## Personnalités laris
- Mi Mpanzu alias Boueta Mbongo, héros national et s’est rebellé contre les colons français [24]
- Mama Ngunga, sœur de Bueta (Boueta en français) Mbongo, héroïne nationale et s’est rebellée contre les colons français [25]
- André Matswa (ou Matsua; Matsoua en français) homme politique congolais.
- Abbé Fulbert Youlou (Yulu) (le premier président de la république du Congo).
- Lazare Matsocota (Matsokota) : Premier procureur de la République congolais, dans les années soixante.
- Franklin Boukaka (Bukaka) (chanteur engagé), guitariste et auteur-compositeur.
- Auguste Roch Nkounkou (Nkunku) (le premier évêque catholique noir de la république du Congo).
- Cardinal Emile Biayenda (le premier cardinal catholique de la république du Congo).
- Barthélemy Batantu (Bantatu) (auteur et compositeur de plusieurs chansons religieuses).
- Rapha Bounzeki (Bunzeki) auteur compositeur.
- Jean Claude Nganga (ancien ministre de sport organisateur des premiers jeux olympiques au Congo).
- Bernard Kolelas (président du parti politique MCDDI, député et maire de Brazzaville, médiateur de la crise en 1977).
- Mbemba Tostao (ancien footballeur congolais. Champion d'Afrique en 1972).
- Zao (auteur compositeur et chanteur de la chanson Ancien combattant (reprise-adaptation de la chanson Petit l’imprudent d’Idrissa Soumaoro)).
- Mav Cacharel (auteur compositeur chanteur)

### Discographie
- Congo : Lari, Mbochi (enregistrements réunis et commentés par Charles Duvelle), Universal Division Mercury, Collection Prophet, vol. 18, 2000, 1 CD (55 min 39 s) + 1 brochure (19 p.)